# Bruhat-Zerlegung
Die Bruhat-Zerlegung ist eine fundamentale Methode aus der Theorie der algebraischen Gruppen. Sie verallgemeinert die aus dem Gaußschen Eliminationsverfahren bekannte Tatsache, dass jede Matrix als Produkt einer oberen und unteren Dreiecksmatrix zerlegt werden kann. Benannt ist die Methode nach François Bruhat.

## Bruhat-Zerlegung
Es sei {\displaystyle G} eine zusammenhängende reduktive algebraische Gruppe über einem algebraisch abgeschlossenen Körper {\displaystyle K}, {\displaystyle B} eine Borel-Untergruppe und {\displaystyle W} die Weyl-Gruppe von {\displaystyle G}.
Dann hat man eine als Bruhat-Zerlegung bezeichnete Zerlegung
{\displaystyle G=BWB:=\coprod _{w\in W}BwB}
von {\displaystyle G} als disjunkte Vereinigung von Doppelnebenklassen von {\displaystyle B} parametrisiert durch die Elemente der Weyl-Gruppe {\displaystyle W}.

## Projektive Geometrie
Die Doppelnebenklassen {\displaystyle B\backslash G/B} entsprechen den Nebenklassen {\displaystyle G\backslash (G/B\times G/B)}. Aus der Bruhat-Zerlegung folgt also, dass die Weyl-Gruppe die Paare von Elementen der Fahnenvarietät modulo der Wirkung von {\displaystyle G} parametrisiert.
Im Fall der projektiven linearen Gruppe {\displaystyle PGL(n,K)} ist {\displaystyle G/B} die Fahnenmannigfaltigkeit und aus der Bruhat-Zerlegung folgt also, dass es modulo der Wirkung von {\displaystyle PGL(n,K)} genau {\displaystyle n!} Paare vollständiger Fahnen gibt.

## Beispiel
Sei {\displaystyle G=PGL(2,\mathbb {C} )} die projektive lineare Gruppe der komplexen {\displaystyle 2\times 2}-Matrizen. Dann besteht die Weyl-Gruppe aus zwei Elementen, die durch die Matrizen {\displaystyle E=\left({\begin{array}{cc}1&0\\0&1\end{array}}\right)} und {\displaystyle w_{0}=\left({\begin{array}{cc}0&1\\1&0\end{array}}\right)} repräsentiert werden. Jede {\displaystyle 2\times 2}-Matrix ist also ein Vielfaches einer Matrix, die entweder von der Form {\displaystyle LR} oder von der Form {\displaystyle Lw_{0}R} jeweils mit Dreiecksmatrizen {\displaystyle L,R} ist. Wegen {\displaystyle G/B=P^{1}\mathbb {C} =\mathbb {C} ^{2}\setminus \left\{0\right\}/\mathbb {C} ^{*}} ist dann jedes Paar {\displaystyle (\left[v\right],\left[w\right])\in P^{1}\mathbb {C} \times P^{1}\mathbb {C} } entweder im {\displaystyle PGL(2,\mathbb {C} )}-Orbit von {\displaystyle (\left[e_{1}\right],\left[e_{1}\right])} oder von {\displaystyle (\left[e_{1}\right],\left[e_{2}\right])}, wobei der erste Fall genau dann eintritt, wenn {\displaystyle w=\lambda v} mit {\displaystyle \lambda \in \mathbb {C} } ist.

## Generische Matrizen

### Generische Elemente in algebraischen Gruppen
Ein Element {\displaystyle g\in G} heißt generisch, wenn seine Bruhat-Zerlegung von der Form
{\displaystyle g=b_{1}w_{0}b_{2}}
mit {\displaystyle b_{1},b_{2}\in B} beliebig und {\displaystyle w_{0}} dem längsten Element in der Weyl-Gruppe {\displaystyle W} ist.

### Generische Elemente in GL(n,C)
Eine (reelle oder komplexe) {\displaystyle n\times n}-Matrix {\displaystyle A=(a_{ij})_{i,j=1,\ldots ,n}} ist generisch, wenn für alle {\displaystyle k=1,\ldots ,n} die Minoren {\displaystyle \det \left(A_{\left\{k,\ldots ,n\right\},\left\{1,\ldots ,n-k+1\right\}}\right)} die Bedingung
{\displaystyle \det \left(A_{\left\{k,\ldots ,n\right\},\left\{1,\ldots ,n-k+1\right\}}\right)\neq 0}
erfüllen.

### Normalform generischer Matrizen
Jede generische Matrix {\displaystyle A\in GL(n,\mathbb {C} )} lässt sich auf eindeutige Weise als
{\displaystyle A=xqy^{-1}}
mit oberen Dreiecksmatrizen {\displaystyle x,y} und einer Antidiagonalmatrix {\displaystyle q} zerlegen. Die Einträge von {\displaystyle x,y} und {\displaystyle q} sind gegeben durch
{\displaystyle q_{n,1}=a_{n,1}}
{\displaystyle q_{n-j+1,j}=(-1)^{j-1}{\frac {\det(A_{\left\{n-j+1,\ldots ,n\right\}\left\{1,\ldots ,j\right\}})}{\det(A_{\left\{n-j+2,\ldots ,n\right\}\left\{1\,\ldots ,j-1\right\}})}}}     für {\displaystyle 1<j\leq n}
{\displaystyle x_{ij}={\frac {\det A_{\left\{i,j+1,\ldots ,n\right\}\left\{1\,\ldots ,n-j+1\right\}})}{\det A_{\left\{j\,\ldots ,n\right\}\left\{1\,\ldots ,n-j+1\right\}})}}}     für {\displaystyle j>i}
{\displaystyle y_{ij}=(-1)^{i+j}{\frac {\det(A_{\{n-j+2\,\ldots ,n\}\{1\,\ldots ,{\hat {i}},\ldots ,j\}})}{\det(A_{\left\{n-j+2\,\ldots ,n\right\}\left\{1\,\ldots ,j-1\right\}})}}}     für {\displaystyle j>i},
wobei die Hütchennotation {\displaystyle {\hat {i}}} für das Streichen der {\displaystyle i}-ten Zeile bzw. Spalte steht.